# 徳島県幼稚園一覧
徳島県幼稚園一覧（とくしまけんようちえんいちらん）は、徳島県の幼稚園の一覧。

## 国立幼稚園
- 鳴門教育大学附属幼稚園

## 公立幼稚園

### 徳島市[1]
- 徳島市富田幼稚園
- 徳島市福島幼稚園
- 徳島市助任幼稚園
- 徳島市津田幼稚園
- 徳島市加茂名幼稚園
- 徳島市八万幼稚園
- 徳島市八万南幼稚園
- 徳島市千松幼稚園
- 徳島市上八万幼稚園
- 徳島市入田幼稚園
- 徳島市川内北幼稚園
- 徳島市応神幼稚園
- 徳島市国府幼稚園

### 鳴門市[2]
- 鳴門市撫養幼稚園
- 鳴門市精華幼稚園
- 鳴門市桑島幼稚園
- 鳴門市第一幼稚園
- 鳴門市明神幼稚園
- 鳴門市堀江北幼稚園
- 鳴門市板東幼稚園

### 小松島市[3]
- 小松島市立南小松島幼稚園

### 阿南市[4]
- 阿南市立横見幼稚園
- 阿南市立加茂谷幼稚園
- 阿南市立大野幼稚園
- 阿南市立富岡幼稚園
- 阿南市立見能林幼稚園

### 吉野川市
- 吉野川市立鴨島東こども園

### 阿波市
- 阿波市立一条幼稚園
- 阿波市立柿原幼稚園
- 阿波市立土成中央幼稚園
- 阿波市立八幡幼稚園
- 阿波市立市場幼稚園
- 阿波市立大俣幼稚園
- 阿波市立久勝幼稚園
- 阿波市立伊沢幼稚園
- 阿波市立林幼稚園

### 美馬市
- 美馬市立江原南幼稚園
- 美馬市立江原北幼稚園
- 美馬市立清水幼稚園
- 美馬市立江原東幼稚園
- 美馬市立脇町幼稚園
- 美馬市立岩倉幼稚園
- 美馬市立川原柴幼稚園
- 美馬市立芝坂幼稚園
- 美馬市立郡里幼稚園
- 美馬市立喜来幼稚園
- 美馬市立重清東幼稚園
- 美馬市立重清西幼稚園
- 美馬市立三島幼稚園
- 美馬市立穴吹幼稚園
- 美馬市立初草幼稚園
- 美馬市立宮内幼稚園
- 美馬市立木屋平幼稚園

### 三好市
- 三好市立池田幼稚園
- 三好市立川崎幼稚園
- 三好市立佐野幼稚園
- 三好市立西山幼稚園
- 三好市立白地幼稚園
- 三好市立箸蔵幼稚園
- 三好市立馬路幼稚園
- 三好市立三縄幼稚園
- 三好市立大野幼稚園
- 三好市立山城幼稚園
- 三好市立井内幼稚園
- 三好市立辻幼稚園
- 三好市立西井川幼稚園
- 三好市立吾橋幼稚園
- 三好市立善徳幼稚園
- 三好市立三野幼稚園

### 勝浦郡
- 上勝町立上勝幼稚園

### 名西郡
- 石井町立石井幼稚園
- 石井町立浦庄幼稚園
- 石井町立高原幼稚園
- 石井町立藍畑幼稚園
- 神山町立神領幼稚園

### 那賀郡
- 那賀町立あい幼稚園
- 那賀町立延野幼稚園
- 那賀町立北川幼稚園

### 海部郡
- 美波町立日和佐幼稚園
- 海陽町立海南幼稚園
- 海陽町立浅川幼稚園

### 板野郡
- 藍住町立藍住西幼稚園
- 藍住町立藍住東幼稚園
- 藍住町立藍住南幼稚園
- 藍住町立藍住北幼稚園
- 板野町立板野東幼稚園
  - 板野町立板野東幼稚園大坂分園
- 板野町立板野南幼稚園
- 板野町立板野西幼稚園
- 上板町立松島幼稚園
- 上板町立神宅幼稚園
- 上板町立東光幼稚園
- 上板町立高志幼稚園
- 北島町立北島北幼稚園
- 北島町立北島幼稚園
- 北島町立北島南幼稚園
- 松茂町立松茂幼稚園
- 松茂町立喜来幼稚園
- 松茂町立長原幼稚園

### 美馬郡
- つるぎ町立貞光幼稚園
- つるぎ町立半田幼稚園 
  - つるぎ町立半田幼稚園小野分園
- つるぎ町立八千代幼稚園
- つるぎ町立古見幼稚園
- つるぎ町立太田幼稚園

### 三好郡
- 東みよし町立東山幼稚園
- 東みよし町立加茂幼稚園
- 東みよし町立足代幼稚園
- 東みよし町立昼間幼稚園
- 東みよし町立三庄幼稚園
- 東みよし町立西庄幼稚園
- 東みよし町立絵堂幼稚園

## 私立幼稚園
- 生光学園幼稚園
- 徳島文理大学附属幼稚園
- 四国大学附属認定こども園
- 四国大学附属西富田こども園
- ナーサリー富田幼児園
- 白うめ幼稚園
- 信愛幼稚園
- わかくさ幼稚園
- 鳴門聖母幼稚園
- 阿南聖母幼稚園
- 神崎幼稚園
- さゆり幼稚園
- はのうら幼稚園
- めぐみ幼稚園